# Xã Center, Quận Hendricks, Indiana
Xã Center (tiếng Anh: Center Township) là một xã thuộc quận Hendricks, tiểu bang Indiana, Hoa Kỳ. Năm 2010, dân số của xã này là 12.167 người.